# Under forvandlingens lov
Under forvandlingens lov è un cortometraggio muto del 1911, diretto da Halfdan Nobel Roede, con Hans Ingi Hedemark.